# Strużka-Janiszowice
Strużka-Janiszowice – zamknięty przystanek kolejowy w Strużce na linii kolejowej nr 365 Stary Raduszec – Bad Muskau, w powiecie krośnieńskim, w województwie lubuskim, w Polsce.